# João (cartofílax)
João (em grego medieval: Ἰωάννης; romaniz.: Ioánnes) foi um clérigo bizantino do século X. Era cartofílax. Em data desconhecida, talvez antes de 996, recebeu com o metropolita Simeão de Euceta uma carta de Nicéforo Urano na qual se cita que ele e seu irmão Miguel participaram de uma expedição com o imperador Basílio II (r. 976–1025). Não se sabe ao certo quem seria esse João, mas suspeita-se que talvez possa ser o cartofílax de Santa Sofia homônimo que mais tarde tornou-se patriarca de Antioquia.